# ミクロビオテリウム目
ミクロビオテリウム目（Microbiotheria）は哺乳綱-有袋類-オーストラリア有袋類に分類される目である。現生のミクロビオテリウム科と絶滅したWoodburnodontidae科からなる。現生種はチロエオポッサムのみであるが、南アメリカ、西南極、オーストラリア北部から多くの化石種が知られる。
かつてはオポッサム類に近縁と考えられたが、解剖学的特徴と分子系統学的証拠の両方から、オポッサム類ではなくオーストラリアの有袋類に近縁であることがわかった。ミクロビオテリウム目はオーストラリアの有袋類の目とともにオーストラリア有袋類（Australidelphia）を構成するが、最初期においてはゴンドワナ大陸の南アメリカ大陸域で進化したと考えられている。

## 生物地理学
最古のミクロビオテリウム類はKhasia cordillerensisとされており、ボリビアの暁新世初期の地層から歯の化石が見つかっている。暁新世から新第三紀の南アメリカ大陸の化石サイトからは、多くのミクロビオテリウム類の属が知られる。西南極のシーモア島の始新世中期の地層からは、多くのミクロビオテリウム類と思われる歯の断片化石が発見されている。オーストラリア北西部の始新世の地層からも、未記載のミクロビオテリウム類の化石が報告されているが、もしこれが事実であれば、有袋類の進化と生物地理学を理解する上で重要な意味を持つものである。すなわち、現在のチロエオポッサムの遠い祖先は南アメリカに残ったが、他の系統は南アメリカ、南極、オーストラリアがゴンドワナ大陸として繋がっていた時に、南アメリカから南極を通ってオーストラリアに至ったと考えられる
。